# Жосали (Кармакшинський район)
Жосали́ (каз. Жосалы) — селище, центр Кармакшинського району Кизилординської області Казахстану. Адміністративний центр Жосалинського сільського округу.
У радянські часи селище називалось Джусали, до 2008 року мало статус селища.
Населення — 20182 особи (2021; 18983 у 2009, 18997 у 1999, 19509 у 1989).
Розташоване на правому березі Сирдар'ї, при впадінні до неї протоки Караозек, за 147 км на північний захід від Кизилорди. На південь від села збудований міст через Сирдар'ю. У селі залізнична станція на лінії Кандиагаш—Арись. Через Жосали проходить автошлях E38. На північній околиці села розташований аеропорт Жосали. За радянських часів тут діяли механічний і маслоробний заводи.
Назва селища походить від казахського «жоса» — вохра. На деяких картах селище іноді позначають як Торебай-бі чи Торебай. Це ймовірно пов'язано з тим, що у 1990-их роках у Кармакшинському районі було два населених пункти з назвою Жосали: смт (райцентр, колишні Джусали) і село (колишній Кизилжулдиз). 1997 року село Жосали перейменували на Торебай-бі (при цьому сільський округ, в якому воно знаходиться, досі зветься Жосалинським). Смт Жосали 2008 року було перетворене на село (при цьому селищна адміністрація також стала називатися Жосалинським сільським округом). Справжнє село Торебай Бі розташоване за 23 км на захід від Жосали.